# Труд (футбольный клуб, Паша)
«Труд» — российский футбольный клуб из села Паша́ Волховского района Ленинградской области. Основан в 1952 году. Участник чемпионата по футболу Волховского района.

## История
Футбольная команда в Пашском Перевозе начала формироваться в 1952 году на базе добровольно-спортивного общества (ДСО) «Искра». В команде в то время играли представители интеллигенции из училищ и типографии и Пашской сплавной конторы. В 1957 году вместе с реформой системы ДСО в РСФСР футбол в Пашском Перевозе стало курировать ДСО «Труд». С тех пор пашскую команду в печати называли «Труд» или «Команда Пашской сплавной конторы».
С 1975 года команда «Труд» была переведена под кураторство и спонсорство крупнейшего сельхозкомплекса «Совхоз «Пашский». Однако вопреки традиции не была переименована в «Урожай», а прежнее название «Труд» осталось.
Сейчас команда помимо пашских футболистов комплектуется спортсменами с северо-востока Ленинградской области: Подпорожье, Лодейное Поле, Селиваново. ФК «Труд» тренирует детскую команду нескольких возрастов. Игры проводятся на Пашском стадионе.
Руководил командой с 1972 по 2002 год Анатолий Алексеевич Власов. После 2002 года команду тренирует его сын Андрей Анатольевич Власов.

## Достижения
Команда принимала участие в районном первенстве Новоладожского района 1955-63 гг. С 1963 года по нынешнее время «Труд» участвует в Волховском районном чемпионате. В 90-е годы команда из Паши также играла в чемпионатах Ленинградской области. Наивысшего результата на этом пути пашские футболисты добились в 1992 году — тогда они завоевали второе место во Второй лиге чемпионата Ленинградской области, пропустив вперёд «Тополь» из Любани (Чемпионат Ленинградской области в то время делился на три лиги: Высшая, Первая и Вторая).
Чемпионат Волховского района
- Чемпион: 1979, 1980, 1982, 1983, 1984, 1985, 1986, 1989, 1990, 1995, 1997, 1998, 2003
- Серебряный призёр: 1977, 1981, 1987, 1988, 1992, 2001, 2002, 2006, 2007, 2009, 2016, 2019, 2021, 2023, 2024
- Бронзовый призёр: 1978, 2005, 2014, 2017, 2018, 2020

## Статистика выступлений
| Год  | Турнир                                                         | Место                         | И                             | В                             | Н                             | П                             | Мячи                          | О                             | Кубок                                 |
| ---- | -------------------------------------------------------------- | ----------------------------- | ----------------------------- | ----------------------------- | ----------------------------- | ----------------------------- | ----------------------------- | ----------------------------- | ------------------------------------- |
| 1977 | Чемпионат Волховского района                                   |                               | —                             | —                             | —                             | —                             | —                             | —                             | —                                     |
| 1978 | Чемпионат Волховского района                                   | из 10                         | —                             | —                             | —                             | —                             | —                             | —                             | —                                     |
| 1979 | Чемпионат Волховского района                                   |                               | —                             | —                             | —                             | —                             | —                             | 24                            | —                                     |
| 1980 | Чемпионат Волховского района                                   | из 8                          | —                             | —                             | —                             | —                             | —                             | 25                            | —                                     |
| 1981 | Чемпионат Волховского района                                   | из 9                          | —                             | —                             | —                             | —                             | —                             | —                             | —                                     |
| 1982 | Чемпионат Волховского района                                   | из 8                          | —                             | —                             | —                             | —                             | —                             | 17                            | —                                     |
| 1983 | Чемпионат Волховского района                                   |                               | —                             | —                             | —                             | —                             | —                             | —                             | —                                     |
| 1984 | Чемпионат Волховского района                                   |                               | —                             | —                             | —                             | —                             | —                             | —                             | —                                     |
| 1985 | Чемпионат Волховского района                                   | из 6                          | —                             | —                             | —                             | —                             | —                             | —                             | —                                     |
| 1986 | Чемпионат Волховского района                                   | из 8                          | —                             | —                             | —                             | —                             | —                             | —                             | —                                     |
| 1987 | Чемпионат Волховского района                                   | из 10                         | —                             | —                             | —                             | —                             | —                             | —                             | —                                     |
| 1988 | Чемпионат Волховского района                                   |                               | —                             | —                             | —                             | —                             | —                             | —                             | —                                     |
| 1989 | Чемпионат Волховского района                                   |                               | —                             | —                             | —                             | —                             | —                             | —                             | —                                     |
| 1990 | Чемпионат Волховского района                                   | из 10                         | —                             | —                             | —                             | —                             | —                             | —                             | —                                     |
| 1992 | Вторая лига (Третья группа) чемпионата Ленинградской области   | из 12                         | —                             | —                             | —                             | —                             | —                             | —                             | —                                     |
| 1992 | Чемпионат Волховского района                                   | из 7                          | —                             | —                             | —                             | —                             | —                             | —                             | Обладатель Осеннего кубка             |
| 1995 | Чемпионат Волховского района                                   | из 6                          | —                             | —                             | —                             | —                             | —                             | —                             | Обладатель Осеннего кубка             |
| 1997 | Вторая группа чемпионата Ленинградской области (зона «Восток») | из 7                          | 12                            | 9                             | 3                             | 0                             | 22-6                          | 30                            | —                                     |
| 1997 | Чемпионат Волховского района                                   |                               | —                             | —                             | —                             | —                             | —                             | —                             | —                                     |
| 1998 | Чемпионат Волховского района                                   |                               | —                             | —                             | —                             | —                             | —                             | —                             | —                                     |
| 1999 | Первая лига чемпионата Ленинградской области                   | 6                             | —                             | —                             | —                             | —                             | —                             | —                             | —                                     |
| 1999 | Чемпионат Волховского района                                   | из 6                          | —                             | —                             | —                             | —                             | —                             | 15                            | Обладатель                            |
| 2001 | Чемпионат Волховского района                                   |                               | —                             | —                             | —                             | —                             | —                             | —                             | —                                     |
| 2002 | Чемпионат Волховского района                                   | из 4                          | 6                             | 4                             | 1                             | 1                             | —                             | 13                            | —                                     |
| 2003 | Чемпионат Волховского района                                   | из 8                          | —                             | —                             | —                             | —                             | 50-18                         | 33                            | —                                     |
| 2004 | Вторая лига чемпионата Ленинградской области                   |                               | —                             | —                             | —                             | —                             | —                             | —                             | —                                     |
| 2004 | Чемпионат Волховского района                                   |                               | —                             | —                             | —                             | —                             | —                             | —                             | —                                     |
| 2005 | Кубок Ленинградской области                                    | «Факел» (Кириши) — «Труд» 2:0 | «Факел» (Кириши) — «Труд» 2:0 | «Факел» (Кириши) — «Труд» 2:0 | «Факел» (Кириши) — «Труд» 2:0 | «Факел» (Кириши) — «Труд» 2:0 | «Факел» (Кириши) — «Труд» 2:0 | «Факел» (Кириши) — «Труд» 2:0 | 1/8 финала                            |
| 2005 | Чемпионат Волховского района                                   |                               | —                             | —                             | —                             | —                             | —                             | —                             | —                                     |
| 2006 | Чемпионат Волховского района                                   | из 10                         | —                             | —                             | —                             | —                             | 78-34                         | 38                            | Обладатель Весеннего и Осеннего кубка |
| 2007 | Чемпионат Волховского района                                   | из 10                         | —                             | —                             | —                             | —                             | 73-29                         | 39                            | Обладатель Весеннего кубка            |
| 2008 | Чемпионат Волховского района                                   | 5 из 11                       | —                             | —                             | —                             | —                             | 61-48                         | 28                            | —                                     |
| 2009 | Чемпионат Волховского района                                   | из 12                         | —                             | —                             | —                             | —                             | 99-39                         | 54                            | 1/2 финала                            |
| 2010 | Чемпионат Волховского района                                   | 4 из 11                       | 20                            | 12                            | 2                             | 6                             | 77-43                         | 38                            | Финалист                              |
| 2011 | Чемпионат Волховского района                                   | 6 из 11                       | 20                            | 8                             | 5                             | 7                             | 57-48                         | 29                            | —                                     |
| 2012 | Чемпионат Волховского района                                   | 4 из 11                       | 20                            | 13                            | 3                             | 4                             | 75-39                         | 42                            | —                                     |
| 2013 | Чемпионат Волховского района                                   | 7 из 9                        | 16                            | 4                             | 3                             | 9                             | 33-49                         | 15                            | —                                     |
| 2014 | Чемпионат Волховского района                                   | из 8                          | 14                            | 9                             | 1                             | 4                             | 42-22                         | 28                            | 1/2 финала                            |
| 2015 | Чемпионат Волховского района                                   | 4 из 8                        | 14                            | 7                             | 4                             | 3                             | 43-20                         | 25                            | —                                     |
| 2016 | Чемпионат Волховского района                                   | из 11                         | 20                            | 14                            | 1                             | 5                             | 58-28                         | 43                            | —                                     |
| 2017 | Чемпионат Волховского района                                   | из 10                         | 18                            | 13                            | 2                             | 3                             | 44-15                         | 41                            | Финалист                              |
| 2018 | Чемпионат Волховского района                                   | из 10                         | 18                            | 11                            | 4                             | 3                             | 42-20                         | 37                            | Финалист                              |
| 2019 | Чемпионат Волховского района                                   | из 13                         | 20                            | 15                            | 4                             | 1                             | 95-20                         | 49                            | —                                     |
| 2020 | Чемпионат Волховского района                                   | из 13                         | 16                            | 10                            | 3                             | 3                             | 53-22                         | 33                            | 1/4 финала                            |
| 2021 | Чемпионат Волховского района                                   | из 13                         | 16                            | 11                            | 2                             | 3                             | 57-22                         | 35                            | 1/2 финала                            |
| 2022 | Чемпионат Волховского района                                   | 6 из 10                       | 18                            | 8                             | 1                             | 9                             | 52-58                         | 25                            | Обладатель                            |
| 2023 | Чемпионат Волховского района                                   | из 9                          | 16                            | 12                            | 1                             | 3                             | 54-16                         | 37                            | 1/2 финала                            |
| 2024 | Чемпионат Волховского района                                   | из 12                         | 16                            | 12                            | 3                             | 1                             | 58-16                         | 39                            | 1/2 финала                            |

1. ↑  Команда «Калининец» (Новая Ладога) снялась с чемпионата после трёх поражений
2. ↑  Команды совхоза «Ленинский Луч» и племенного колхоза «Мыслинский» снялись с чемпионата за два тура до конца соревнований
3. 1 2 3  Первенство проходило в два этапа, на втором этапе учитывалась часть матчей первого этапа. Приведены суммарные показатели в сыгранных матчах
4. ↑  Команды «Энергия» (Кириши) была снята с чемпионата после 7-го тура за две неявки на игры. Команды «Ладога» (Новая Ладога) снялась с чемпионата после первого круга второго этапа